# Lijst van weg- en veldkapellen in Berlaar
Dit is een onvolledige lijst van veldkapellen in de gemeente Berlaar. Kapelletjes komen vooral voor in katholieke gebieden van o.a. Nederland en België, en werden dikwijls gebouwd ter verering van een heilige. Ze zijn te vinden langs wegen in het buitengebied, maar komen ook voor binnen de bebouwde kom.
| Kapel                                          | Adres         | Plaats  | Bouwperiode           | Architect | Foto |
| ---------------------------------------------- | ------------- | ------- | --------------------- | --------- | ---- |
| Onze-Lieve-Vrouw Troosteres der Bedruktenkapel | Rameyenstraat | Berlaar | 1859                  |           |      |
| Heilige Familiekapel                           | Smidstraat    | Berlaar | Eerste helft 20e eeuw |           |      |
| Onze-Lieve-Vrouwekapel                         | Smidstraat    | Berlaar | 1896                  |           |      |